# Olympische Sommerspiele 1936/Leichtathletik – 400 m (Männer)

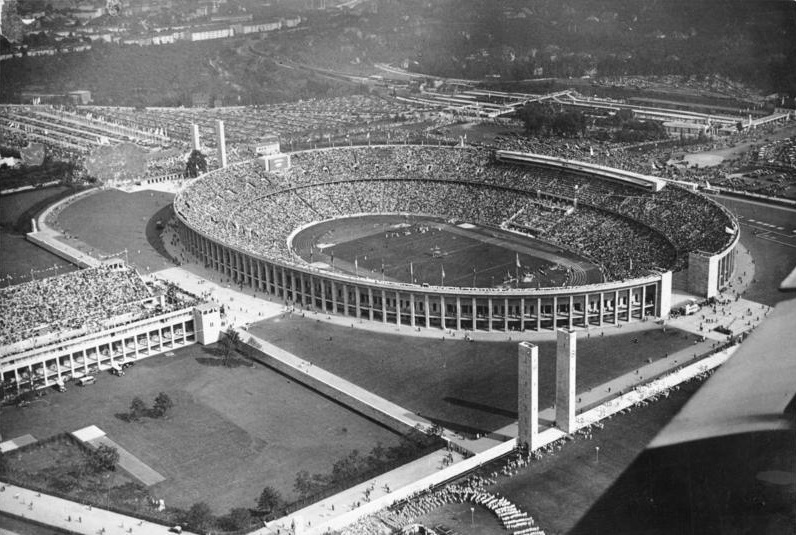
Das Olympiastadion in Berlin

Der 400-Meter-Lauf der Männer bei den Olympischen Spielen 1936 in Berlin wurde am 6. und 7. August 1936 im Olympiastadion Berlin ausgetragen. 42 Athleten nahmen teil.
Olympiasieger wurde der US-Amerikaner Archie Williams vor dem Briten Godfrey Brown. Bronze gewann James LuValle aus den USA.

## Bestehende Rekorde
| Weltrekord         | 46,1 s | Archie Williams ( USA) | Chicago, USA               | 19. Juni 1936  |
| Olympischer Rekord | 46,2 s | Bill Carr ( USA)       | Finale OS Los Angeles, USA | 5. August 1932 |

Der bestehende olympische Rekord wurde bei diesen Spielen nicht erreicht. Der US-amerikanische Olympiasieger Archie Williams verfehlte diesen Rekord im schnellsten Rennen, dem Finale, um drei Zehntelsekunden.

## Durchführung des Wettbewerbs
Die Läufer traten am 4. August zu acht Vorläufen an. Die jeweils drei besten Athleten – hellblau unterlegt – qualifizierten sich für das Viertelfinale am selben Tag, aus dem sich ebenfalls die jeweils drei Erstplatzierten – wiederum hellblau unterlegt – für die nächste Runde, das Halbfinale, qualifizierten. Die beiden Vorentscheidungen und das Finale wurden am 5. August ausgetragen. In den Halbfinals qualifizierten sich die jeweils ersten Drei – hellblau unterlegt – für das Finale.
Soweit bekannt sind die inoffiziellen elektronisch gestoppten Zeiten mit aufgelistet.

## Vorläufe
6. August 1936, 10.30 Uhr

Wetterbedingungen: bedeckt, 16 °C, Windgeschwindigkeiten von ca. 2,4 m/s Gegenwind auf der Gegengeraden, Rückenwind auf der Zielgeraden.

### Vorlauf 1
| Platz | Name            | Nation         | Zeit   | Anmerkung |
| ----- | --------------- | -------------- | ------ | --------- |
| 1     | Bill Roberts    | Großbritannien | 48,1 s |           |
| 2     | Olof Danielsson | Schweden       | 48,6 s |           |
| 3     | John Loaring    | Kanada         | 49,1 s |           |
| 4     | Albert Jud      | Schweiz        | 49,4 s |           |
| 5     | Tibor Ribényi   | Ungarn         | 50,1 s |           |

### Vorlauf 2

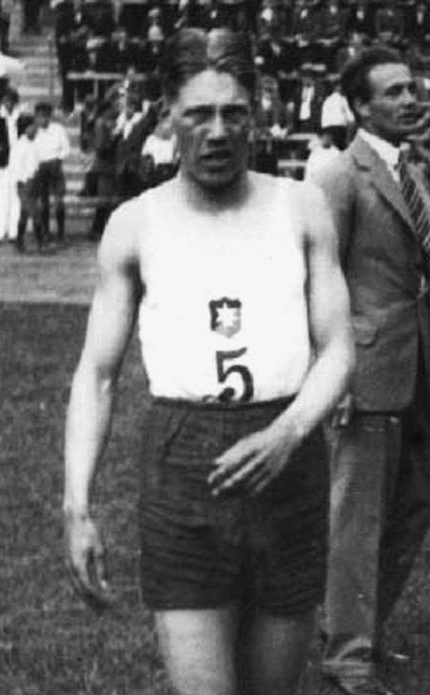
Sven Strömberg – ausgeschieden als Vierter des zweiten Vorlaufs

| Platz | Name                   | Nation                | Zeit   | Anmerkung |
| ----- | ---------------------- | --------------------- | ------ | --------- |
| 1     | Georges Henry          | Frankreich            | 49,2 s |           |
| 2     | Karel Kněnický         | Tschechoslowakei      | 49,6 s |           |
| 3     | Dennis Shore           | Südafrikanische Union | 49,9 s |           |
| 4     | Sven Strömberg         | Schweden              | 50,0 s |           |
| 5     | Johann Baptist Gudenus | Österreich            | 52,9 s |           |

### Vorlauf 3
| Platz | Name          | Nation             | Zeit   | Anmerkung |
| ----- | ------------- | ------------------ | ------ | --------- |
| 1     | Godfrey Brown | Großbritannien     | 48,8 s |           |
| 2     | Mario Lanzi   | Königreich Italien | 49,3 s |           |
| 3     | Adolf Metzner | Deutsches Reich    | 50,2 s |           |
| 4     | Mohamed Ebeid | Ägypten            | 50,5 s |           |
| 5     | Jean Verhaert | Belgien            | 50,7 s |           |
| 6     | Leonard Tay   | China              | 52,4 s |           |

### Vorlauf 4
| Platz | Name                | Nation    | Zeit   | Anmerkung |
| ----- | ------------------- | --------- | ------ | --------- |
| 1     | Harold Smallwood    | USA       | 49,0 s |           |
| 2     | Marshall Limon      | Kanada    | 49,2 s |           |
| 3     | József Vadas        | Ungarn    | 49,2 s |           |
| 4     | Rolf Schønheyder    | Norwegen  | 49,4 s |           |
| 5     | Antônio de Carvalho | Brasilien | 50,4 s |           |
| 6     | Hiroyoshi Kubota    | Japan     | 50,8 s |           |

### Vorlauf 5
| Platz | Name                 | Nation      | Zeit   | Anmerkung |
| ----- | -------------------- | ----------- | ------ | --------- |
| 1     | James LuValle        | USA         | 49,1 s |           |
| 2     | Juan Carlos Anderson | Argentinien | 49,4 s |           |
| 3     | Zoltán Zsitva        | Ungarn      | 49,8 s |           |
| 4     | Francisc Nemeş       | Rumänien    | 50,9 s |           |
| 5     | Keiji Imai           | Japan       | 51,0 s |           |

### Vorlauf 6

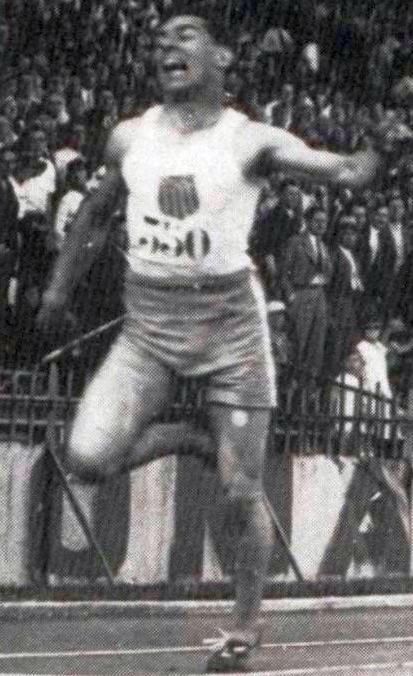
Raymond Boisset – ausgeschieden als Vierter des sechsten Vorlaufs
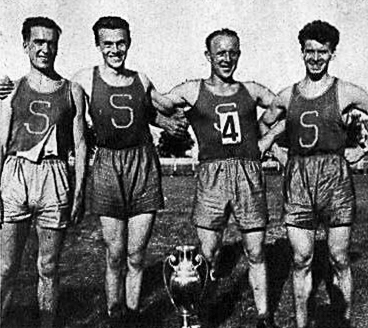
Jean Krombach (ganz rechts) – ausgeschieden als Fünfter des sechsten Vorlaufs

| Platz | Name               | Nation          | Zeit   | Anmerkung |
| ----- | ------------------ | --------------- | ------ | --------- |
| 1     | Hermann Blazejezak | Deutsches Reich | 47,9 s |           |
| 2     | Godfrey Rampling   | Großbritannien  | 48,6 s |           |
| 3     | Börje Strandvall   | Finnland        | 49,3 s |           |
| 4     | Raymond Boisset    | Frankreich      | 49,5 s |           |
| 5     | Jean Krombach      | Luxemburg       | 50,4 s |           |

### Vorlauf 7
| Platz | Name               | Nation   | Zeit   | Anmerkung |
| ----- | ------------------ | -------- | ------ | --------- |
| 1     | Archie Williams    | USA      | 47,8 s |           |
| 2     | William Fritz      | Kanada   | 49,0 s |           |
| 3     | Gunnar Christensen | Dänemark | 49,3 s |           |
| 4     | Toyoyi Aihara      | Japan    | 50,2 s |           |
| 5     | Raúl Muñoz         | Chile    | 50,5 s |           |

### Vorlauf 8
| Platz | Name                   | Nation          | Zeit   | Anmerkung |
| ----- | ---------------------- | --------------- | ------ | --------- |
| 1     | Pierre Skawinski       | Frankreich      | 48,9 s |           |
| 2     | Bertil von Wachenfeldt | Schweden        | 49,0 s |           |
| 3     | Rudolf Klupsch         | Deutsches Reich | 49,1 s |           |
| 4     | Alfred König           | Österreich      | 49,4 s |           |
| 5     | Gyan Bhalla            | Britisch-Indien | 52,4 s |           |

## Viertelfinale
6. August 1936, 15.15 Uhr

Wetterbedingungen: bedeckt, 18 °C, Rückenwind bei ca. 1,9 m/s. Gegenwind auf der Gegengeraden, Rückenwind auf der Zielgeraden
Die für das Viertelfinale qualifizierten Adolf Metzner aus Deutschland und der Ungar József Vadas traten im dritten Lauf nicht an.

### Lauf 1
| Platz | Name               | Nation                | Zeit   | Anmerkung |
| ----- | ------------------ | --------------------- | ------ | --------- |
| 1     | Bill Roberts       | Großbritannien        | 47,7 s |           |
| 2     | Harold Smallwood   | USA                   | 48,6 s |           |
| 3     | Mario Lanzi        | Königreich Italien    | 48,8 s |           |
| 4     | Zoltán Zsitva      | Ungarn                | 49,4 s |           |
| 5     | Dennis Shore       | Südafrikanische Union | 49,6 s |           |
| 6     | Gunnar Christensen | Dänemark              | 51,0 s |           |

### Lauf 2

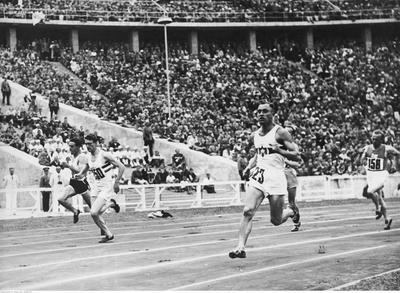
Das zweite Viertelfinale auf den letzten Metern (v. l. n. r.): William Fritz, Godfrey Brown, Hermann Blazejezak, Börje Strandvall

| Platz | Name                   | Nation          | Zeit   | Anmerkung             |
| ----- | ---------------------- | --------------- | ------ | --------------------- |
| 1     | Hermann Blazejezak     | Deutsches Reich | 48,2 s | elektronisch: 48,20 s |
| 2     | Godfrey Brown          | Großbritannien  | 48,3 s | elektronisch: 48,35 s |
| 3     | William Fritz          | Kanada          | 48,4 s | elektronisch: 48,37 s |
| 4     | Bertil von Wachenfeldt | Schweden        | 48,5 s | elektronisch: 48,57 s |
| 5     | Georges Henry          | Frankreich      | 49,4 s |                       |
| 6     | Börje Strandvall       | Finnland        | 49,9 s |                       |

### Lauf 3
| Platz | Name                 | Nation      | Zeit   | Anmerkung |
| ----- | -------------------- | ----------- | ------ | --------- |
| 1     | Archie Williams      | USA         | 48,0 s |           |
| 2     | Juan Carlos Anderson | Argentinien | 48,7 s |           |
| 3     | John Loaring         | Kanada      | 49,3 s |           |
| 4     | Olof Danielsson      | Schweden    | 49,6 s |           |

### Lauf 4

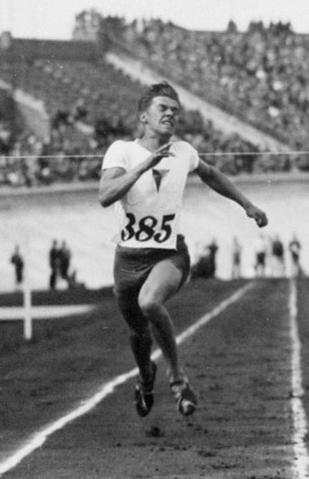
Karel Kněnický – ausgeschieden als Sechster des vierten Viertelfinals

| Platz | Name             | Nation           | Zeit   | Anmerkung |
| ----- | ---------------- | ---------------- | ------ | --------- |
| 1     | James LuValle    | USA              | 47,6 s |           |
| 2     | Pierre Skawinski | Frankreich       | 48,0 s |           |
| 3     | Godfrey Rampling | Großbritannien   | 48,0 s |           |
| 4     | Rudolf Klupsch   | Deutsches Reich  | 48,8 s |           |
| 5     | Marshall Limon   | Kanada           | 48,9 s |           |
| 6     | Karel Kněnický   | Tschechoslowakei | 49,6 s |           |

## Halbfinale
7. August 1936, 15.00 Uhr

Wetterbedingungen: bedeckt, 21 °C, Windgeschwindigkeit ca. 1,2 m/s. Seitenwind auf beiden Geraden
Der für das Halbfinale qualifizierte Harold Smallwood (USA) trat wegen einer Blinddarmentzündung nicht an.

### Lauf 1
| Platz | Name             | Nation             | Zeit   | Anmerkung |
| ----- | ---------------- | ------------------ | ------ | --------- |
| 1     | Archie Williams  | USA                | 47,2 s |           |
| 2     | Bill Roberts     | Großbritannien     | 48,0 s |           |
| 3     | John Loaring     | Kanada             | 48,1 s |           |
| 4     | Mario Lanzi      | Königreich Italien | 48,2 s |           |
| 5     | Pierre Skawinski | Frankreich         | 52,0 s |           |
| DNS   | Harold Smallwood | USA                |        |           |

### Lauf 2
| Platz | Name                 | Nation          | Zeit   | Anmerkung |
| ----- | -------------------- | --------------- | ------ | --------- |
| 1     | James LuValle        | USA             | 47,1 s |           |
| 2     | Godfrey Brown        | Großbritannien  | 47,3 s |           |
| 3     | William Fritz        | Kanada          | 47,4 s |           |
| 4     | Godfrey Rampling     | Großbritannien  | 47,5 s |           |
| 5     | Juan Carlos Anderson | Argentinien     | 48,5 s |           |
| 6     | Hermann Blazejezak   | Deutsches Reich | 49,2 s |           |

## Finale
5. August 1936, 18.00 Uhr

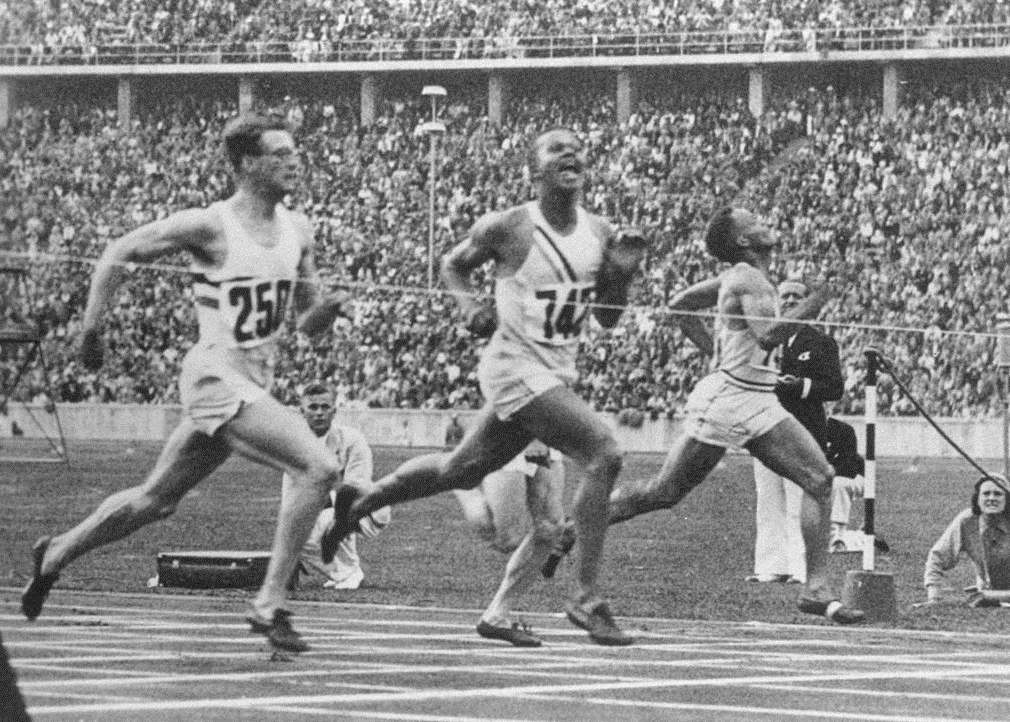
Enger Zieleinlauf über 400 Meter (v. l. n. r.):
Godfrey Brown, Archie Williams, James LuValle

Wetterbedingungen: bedeckt, 20,6 °C, windstill
| Platz | Name            | Nation         | Zeit   | Anmerkung             |
| ----- | --------------- | -------------- | ------ | --------------------- |
| 1     | Archie Williams | USA            | 46,5 s | elektronisch: 46,66 s |
| 2     | Godfrey Brown   | Großbritannien | 46,7 s | elektronisch: 46,68 s |
| 3     | James LuValle   | USA            | 46,8 s | elektronisch: 46,84 s |
| 4     | Bill Roberts    | Großbritannien | 46,8 s | elektronisch: 46,87 s |
| 5     | William Fritz   | Kanada         | 47,8 s |                       |
| 6     | John Loaring    | Kanada         | 48,2 s |                       |

Der US-Amerikaner Archie Williams legte eine Blitzkarriere hin. 1935 lag seine Bestzeit noch über 49 Sekunden. 1936 verbesserte er sich bereits im April auf 47,4 s, dann über eine weitere Zwischenstation bis zum Weltrekord von 46,1 s. Seine Landsleute lagen mit ihren Bestleistungen allerdings nur wenige Zehntelsekunden hinter ihm. Harold Smallwood konnte wegen einer Erkrankung im Zwischenlauf nicht mehr antreten, sodass die US-Läufer im Finale nur noch zu zweit waren. Dieses Finale wurde spannender als vielleicht erwartet. Am Start standen zwei US-Amerikaner, zwei Briten und zwei Kanadier. Archie Williams und James LuValle, der zweite US-Amerikaner, legten ein sehr hohes Anfangstempo vor, aber vor allem die beiden britischen Läufer holten in der zweiten Rennhälfte auf. Williams konnte sich noch knapp als Olympiasieger ins Ziel retten, dahinter lag der Brite Godfrey Arthur Brown. LuValle lief hauchdünn vor dem zweiten Briten Bill Roberts auf den dritten Platz.
Archie Williams gewann im zehnten olympischen Finale die siebte Goldmedaille für die USA.
Zur besseren Einordnung der Abstände sind in der Ergebnisübersicht die inoffiziellen elektronisch gestoppten Zeiten – soweit bekannt – mit aufgeführt.

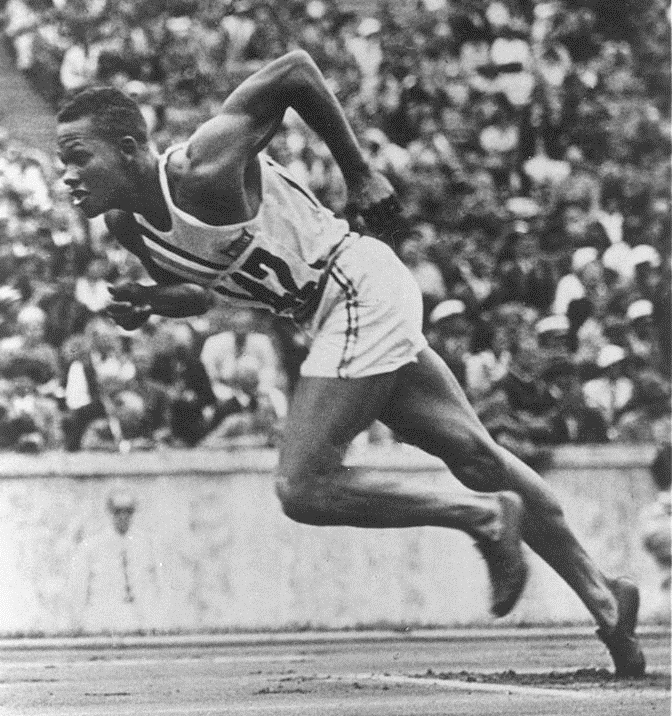
Olympiasieger Archie Williams
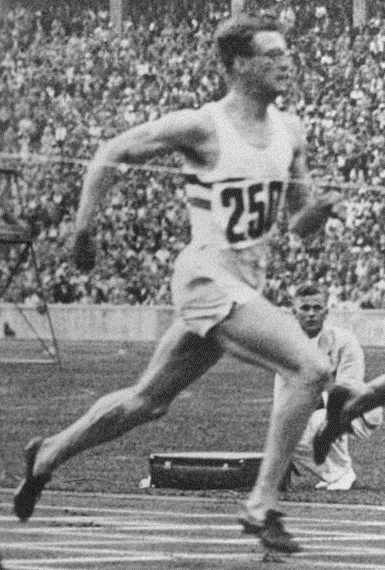
Silbermedaillengewinner Godfrey Brown
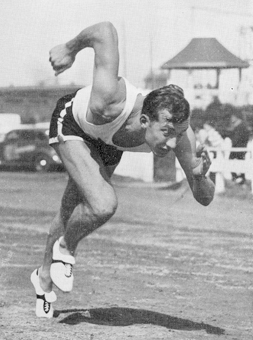
John Loaring wurde im Finale Sechster

## Videolinks
- Berlin 1936 - Olympics - Olympia - Athletics - Leichtathletik - Footage 3, Bereiche (1) 2:38 min bis 2:53 min / (2) :41 min bis 8:35 min, youtube.com, abgerufen am 11. Juli 2021
- AGK Brown Wins Silver in 400m at 1936 Berlin Olympics, veröffentlicht am 25. Oktober 2013 auf youtube.com, abgerufen am 19. September 2017